# Выборы президента Болгарии
Выборы президента Болгарии проходят раз в 5 лет, при всеобщем, равном и тайном голосовании, по системе абсолютного большинства, при необходимости — в два тура.
На выборах 2016 года впервые была введена графа «Против всех».

## Выборы 1992
Президентские выборы в Болгарии (1992) проходили в два тура 12 и 19 января 1992 года. Избран Желю Желев. В должности с 22 января 1992.

## Выборы 1996
Президентские выборы в Болгарии (1996) проходили в два тура 27 октября и 3 ноября. Избран Пётр Стоянов. В должности с 22 января 1997.

## Выборы 2001
Президентские выборы в Болгарии (2001) проходили в два тура 11 и 18 ноября. Избран Георгий Пырванов. В должности с 22 января 1992.

## Выборы 2006
Президентские выборы в Болгарии (2006) проходили в два тура 22 и 29 октября. Георгий Пырванов был переизбран на второй срок.
| Кандидаты                                  | Кандидаты        | Выдвинувшая партия                              | Первый тур | Первый тур | Второй тур | Второй тур |
| Кандидаты                                  | Кандидаты        | Выдвинувшая партия                              | Голоса     | %          | Голоса     | %          |
| ------------------------------------------ | ---------------- | ----------------------------------------------- | ---------- | ---------- | ---------- | ---------- |
| Георгий Пырванов                           | Ангел Марин      | Инициативный комитет                            | 1,780,119  | 64.047 %   | 2,050,488  | 75.948 %   |
| Волен Сидеров                              | Павел Шопов      | Атака                                           | 597,175    | 21.486 %   | 649,387    | 24.052 %   |
| Неделчо Беронов                            | Юлиана Николова  | Инициативный комитет                            | 271,078    | 9.753 %    |            |            |
| Георгий Марков                             | Мария Иванова    | Порядок, законность, справедливость             | 75,478     | 2.716 %    |            |            |
| Петр Берон                                 | Стела Банкова    | Инициативный комитет                            | 21,812     | 0.785 %    |            |            |
| Григор Велев                               | Йордан Мутафчиев | Союз болгарских националистов «Единая Болгария» | 19,857     | 0.714 %    |            |            |
| Любен Петров                               | Нели Топалова    | Инициативный комитет                            | 13,854     | 0.498 %    |            |            |
| вышли во второй тур не вышли во второй тур |                  |                                                 |            |            |            |            |

## Выборы 2011
Выборы президента Болгарии (2011) проходили 23 и 30 октября. 
Участвовали 18 пар кандидатов в президенты и вице-президенты.
В первом туре явка составила 51,83 %. Никто из кандидатов не набрал больше половины голосов.
В втором туре баллотировались два кандидата, набравшие наибольшее число голосов — Росен Плевнелиев (40,11 %) и Ивайло Калфин (28,96 %). Избирательная активность составила 48,04 % и президентом Болгарии стал Росен Плевнелиев с 52,58 % из действительных голосов. В должности с 22 января 2012 года.
| Кандидаты                                                                                      | Кандидаты        | Выдвинувшая партия                        | Первый тур | Первый тур | Второй тур | Второй тур |
| Кандидаты                                                                                      | Кандидаты        | Выдвинувшая партия                        | Голоса     | %          | Голоса     | %          |
| ---------------------------------------------------------------------------------------------- | ---------------- | ----------------------------------------- | ---------- | ---------- | ---------- | ---------- |
| Росен Плевнелиев                                                                               | Маргарита Попова | Граждане за европейское развитие Болгарии | 1 349 380  | 40,11      | 1 698 136  | 52,58      |
| Ивайло Калфин                                                                                  | Стефан Данаилов  | Болгарская социалистическая партия        | 974 300    | 28,96      | 1 531 193  | 47,42      |
| Меглена Кунева                                                                                 | Любомир Христов  | Инициативный комитет                      | 470 808    | 14,00      |            |            |
| Волен Сидеров                                                                                  | Павел Шопов      | Атака                                     | 122 466    | 3,64       |            |            |
| Стефан Солаков                                                                                 | Галина Василева  | Национальный фронт спасения Болгарии      | 84 205     | 2,50       |            |            |
| Румен Христов                                                                                  | Емануил Йорданов | Союз правых сил (основной участник — СДС) | 65 761     | 1,95       |            |            |
| Атанас Семов                                                                                   | Поля Станчева    | Порядок, законность и справедливость      | 61 797     | 1,84       |            |            |
| Светослав Витков                                                                               | Венцислав Мицов  | Инициативный комитет                      | 54 125     | 1,61       |            |            |
| Сали Ибрям                                                                                     | Валентина Гоцева | Национальное движение «Единство»          | 41 837     | 1,24       |            |            |
| вышли во второй тур не вышли во второй тур Остальные кандидаты получили меньше 1 % из голосов. |                  |                                           |            |            |            |            |

## Выборы 2016
Президентские выборы в Болгарии (2016) проходят 6 и 13 ноября.
Первый тур: во второй тур вышли: Румен Радев (БСП) — 25,7 % и Цецка Цачева (ГЕРБ) — 22,0 %.
Второй тур: во втором туре президентских выборов, который проходит 13 ноября с большим отрывом лидирует экс-командующий ВВС Болгарии Румен Радев.